# Château Danijel de Konak
Le château Danijel de Konak (en serbe cyrillique : Дворац Данијел у Конаку ; en serbe latin : Dvorac Danijel u Konaku) est situé à Konak, dans la province de Voïvodine, dans la municipalité de Sečanj et dans le district du Banat central, en Serbie. Il est inscrit sur la liste des monuments culturels de grande importance de la république de Serbie (identifiant no SK 1115).
Le parc, qui s'étend sur plusieurs hectares et est planté d'arbres exotiques rares, ainsi que et les dépendances du châteaux (écuries, granges et autres) sont eux aussi classés,.

## Présentation
Le château se trouve à la sortie du village de Konak, sur la route qui mène à Hajdučica, près d'un pont sur la rivière Brzava.
Le château a été construit par le comte Ladislav Danijel, un riche propriétaire terrien, en 1884, ; l'Institut pour la protection du patrimoine de Zrenjanin, pour sa part, le date de 1898 et en attribue la construction au « baron » Danijel.
Le bâtiment principal, de forme allongée, est constitué d'un rez-de-chaussée et s'inscrit dans un plan symétrique. La décoration principale des façades nord et sud consiste en deux portiques de style classique. Le portique nord constitue l'entrée principale du château ; il est doté de quatre colonnes ioniques soutenant un tympan triangulaire sans décoration ; un double escalier en permet l'accès. Le portique sud, qui donne sur le parc par un escalier, est le plus richement orné ; il dispose de six colonnes ioniques qui se prolongent jusqu'au toit et sont surmontées par des vases décoratifs ; entre les colonnes, dans la partie haute, se trouvent des arcades soutenues par des piliers et, dans la partie basse, des grilles en fer forgé simplement ouvragées ; dans la zone du toit, au-dessus des colonnes, s'étend un attique avec une balustrade,,.
Par leur disposition, les ouvertures reflètent la structure intérieure de l'édifice. Le toit, mansardé, est recouvert de tuiles en faïence vernissée disposées en zigzag. L'ensemble est caractéristique d'une belle résidence de style néo-classique de la fin du XIXe siècle,,.
Le château abrite aujourd'hui une école élémentaire,.

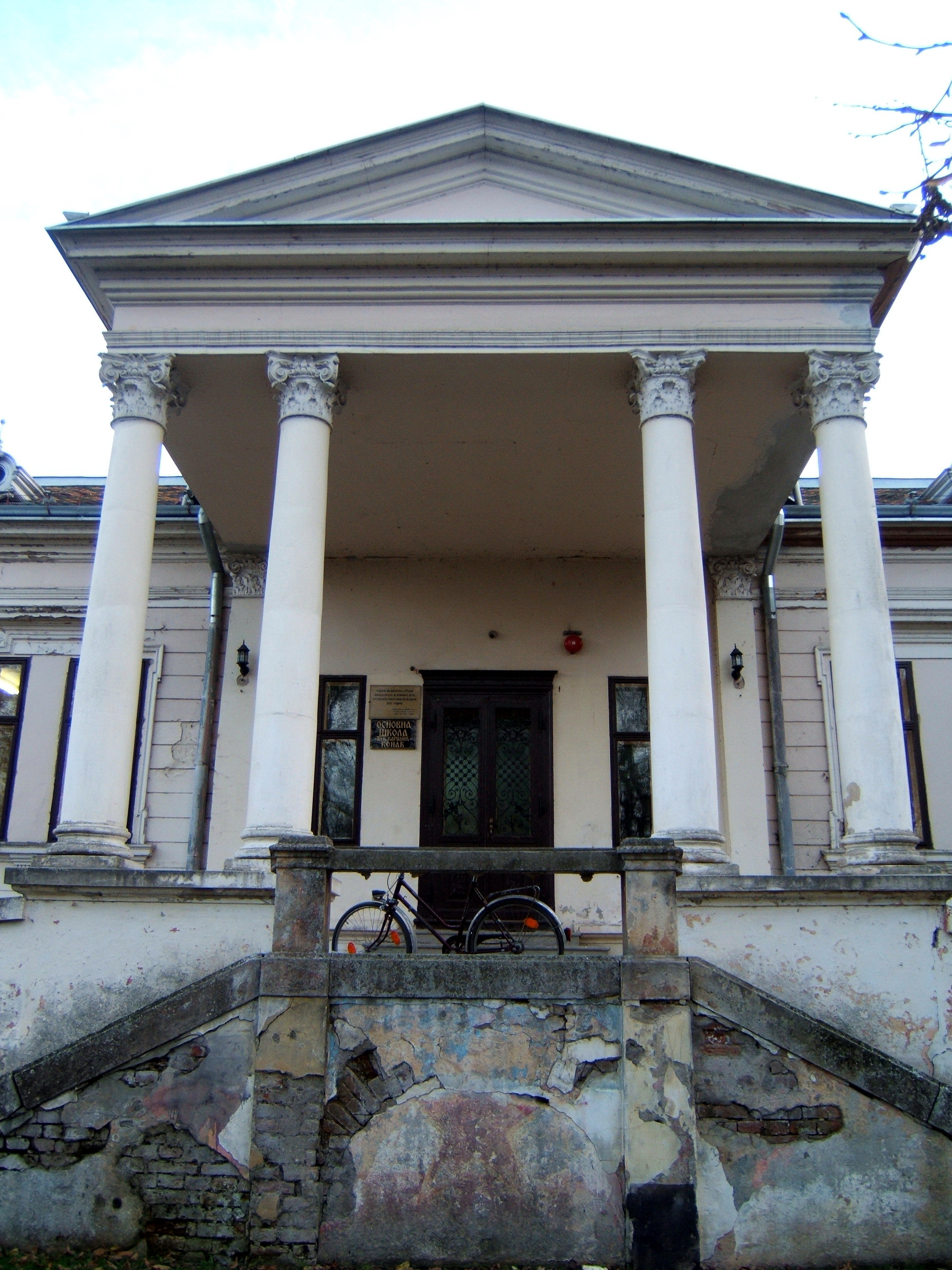
Détail du portique de la façade principale.
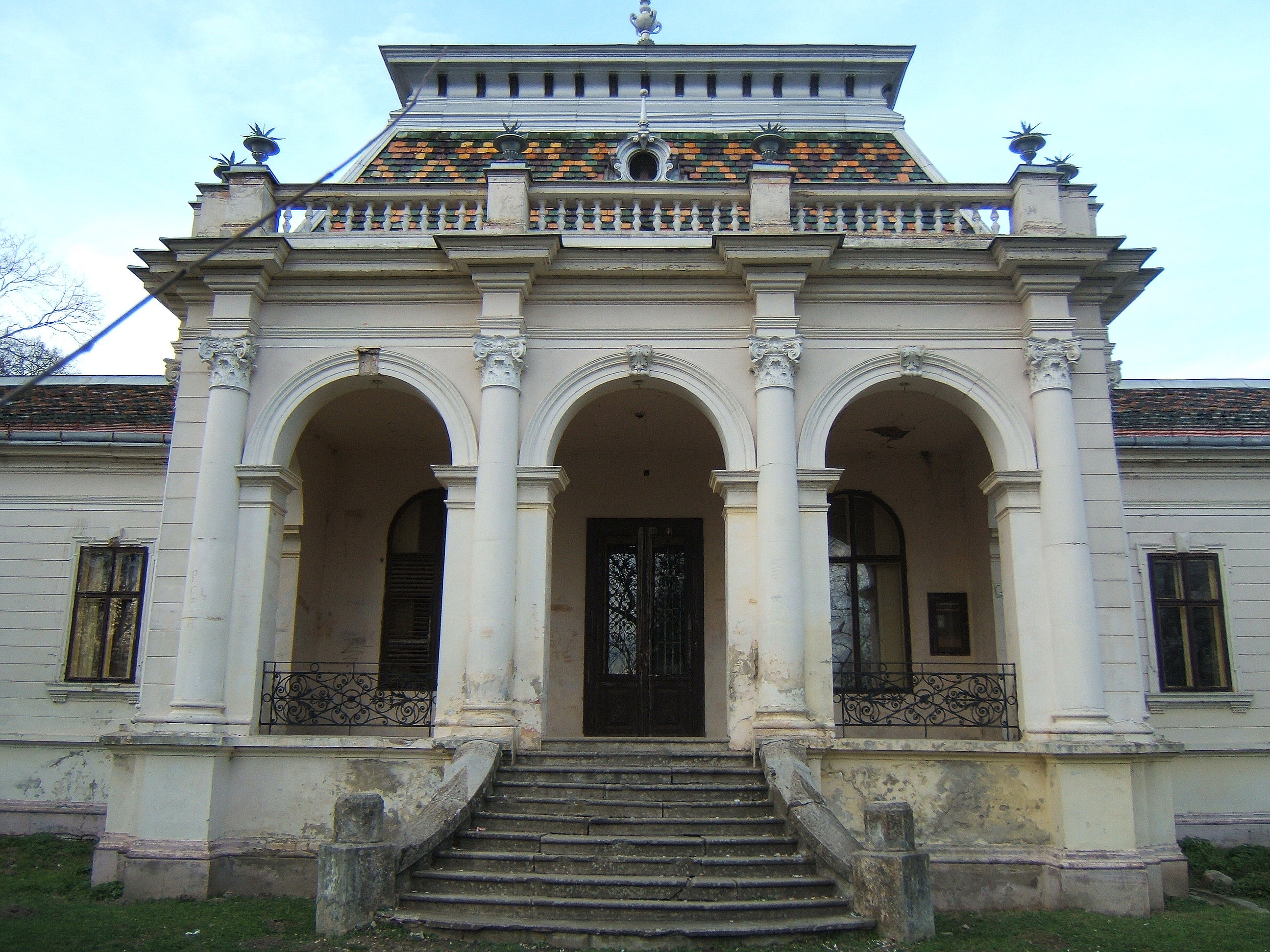
Détail de la façade sur cour.
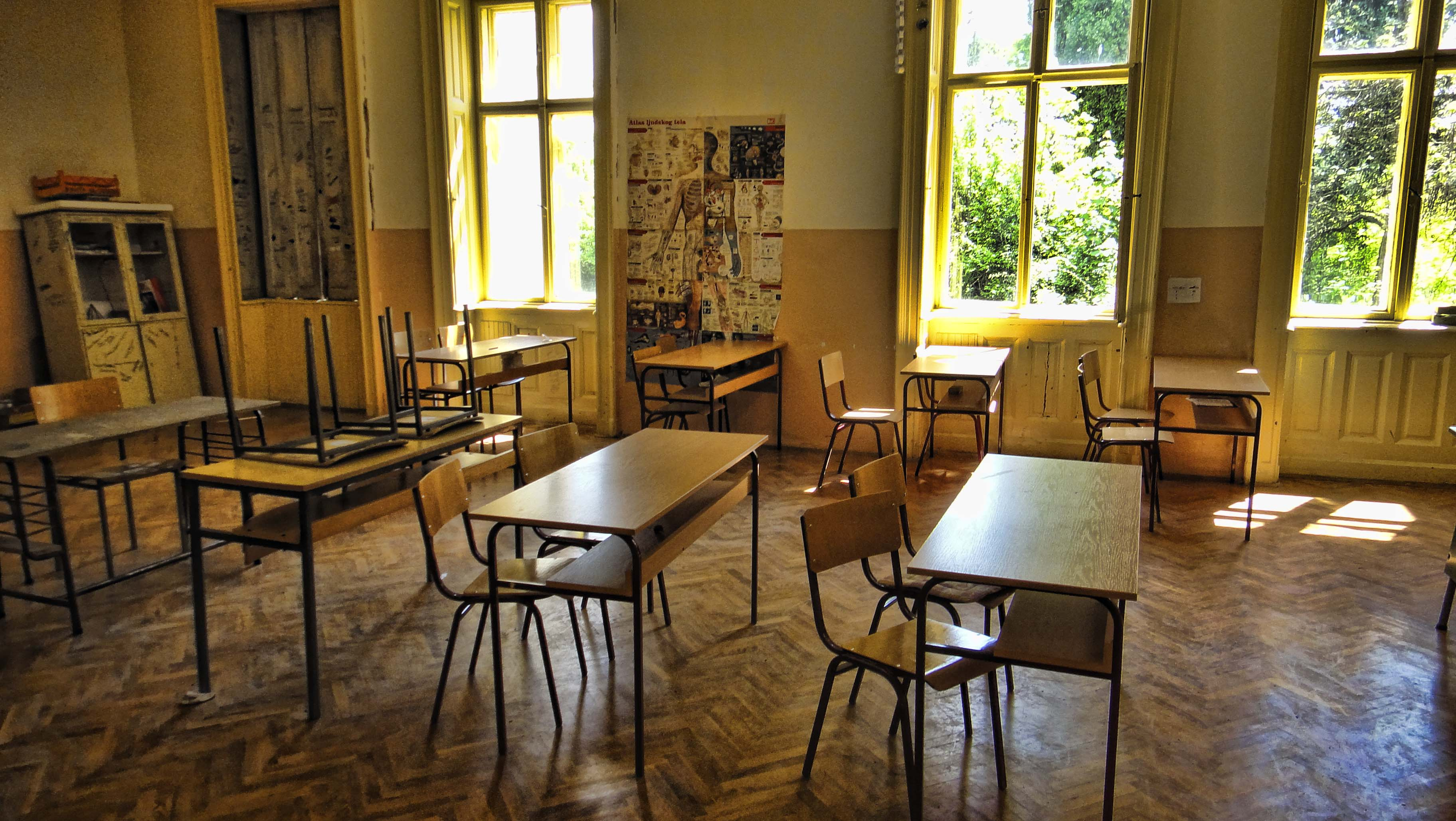
Une salle de classe dans le château.